# 塩野和夫
塩野 和夫（しおのかずお、1952年11月2日 - ）は、日本のキリスト教神学者。

## 略歴
大阪府出身。同志社大学経済学部卒業。同志社大学大学院神学研究科後期課程修了。昭和56年日本基督教団正教師。日本キリスト教団大津教会、宇和島信愛教会、伊予吉田教会、西宮基督教センター教会各牧師を経て、西南学院大学国際文化学部教授。

## 著書
- 「日本組合基督教会史研究序説」
- 「祝福したもう神」
- 「解放の出来事」などがある。